# Martin McKee

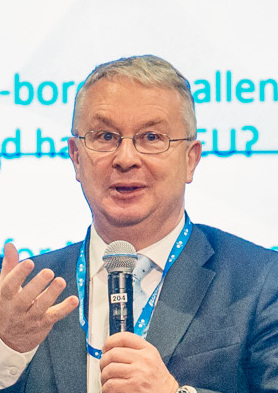
McKee 2017

Clifford Martin McKee (* 11. Juli 1956) ist ein britischer Mediziner. Er ist Professor für European Public Health an der London School of Hygiene and Tropical Medicine.
McKee studierte Medizin an der Queen’s University Belfast und spezialisierte sich nach diesem Studium auf Innere Medizin und Public Health. Er gründete das European Centre on Health of Societies in Transition, das er auch über längere Zeit leitete, und ist Forschungsdirektor des European Observatory on Health Systems and Policies, einer Kooperation zwischen verschiedenen Universitäten, staatlichen Einrichtungen und internationalen Organisationen. Er war Präsident der britischen Society for Social Medicine und der European Public Health Association.
McKee war mit Stand August 2020 an mehr als 1100 Forschungsarbeiten sowie der Publikation von 46 Büchern beteiligt. Bis März 2025 wurde er gemäß Google Scholar mehr als 289.000 Mal zitiert. Sein h-Index betrug zu diesem Zeitpunkt 190.
Für seine Lebensleistung wurde McKee vielfach ausgezeichnet. Neben der Zuerkennung verschiedener Preise wurde er unter anderem in die  UK Academy of Medical Sciences und in die National Academy of Medicine der Vereinigten Staaten gewählt, erhielt mehrere Ehrendoktorwürden und wurde von der Queen zum  Commander of the Order of the British Empire ernannt. Er wird auch in der Liste der Highly Cited Researchers geführt. Eine 2014 publizierte Studie, die sich mit Forschungstrends im Bereich Gesundheitssystemforschung im Zeitraum 1900 bis 2012 befasste, identifizierte McKee mit 48 Arbeiten als produktivsten Autoren in diesem Forschungsfeld.
2018 wurde er zum Mitglied der Academia Europaea gewählt.